# Котик, Меир
Меир (Меер Лузерович) Котик (1908, Маркулешты, Сорокский уезд, Бессарабская губерния — 2003, Израиль) — израильский правовед (историк права), публицист, журналист, известный своими трудами по истории кровавого навета и административных преследований евреев.

## Биография
Родился в еврейской земледельческой колонии Маркулешты, в семье Лузера Мееровича Котика. Учился в Брюссельском свободном университете, сначала изучал философию и филологию, затем получил степень доктора юриспруденции. Занимался историческими исследованиями антисемитских законов в различных странах, а также кровавого навета. Был секретарём Еврейской социал-демократической рабочей партии Поалей-Цион и редактором её официального журнала, заместителем председателя Всемирной сионистской организации и позже председателем её палестинского отделения.
В марте 1941 года эмигрировал в подмандатную Палестину, где организовал адвокатскую контору. Служил эмиссаром Всемирного сионистского рабочего движения в Европе, президентом ассоциации репатриантов из Румынии, членом президиума Всемирного совета бессарабских евреев.
Начал публиковаться на идише в середине 1930-х годов — в 1937 году в Париже и Нью-Йорке вышла его книга «דער ערשטער יידישער וועלט־קאנגרעס: אפשאצונגען און פערספעקטיוו» (Первый всемирный сионистский конгресс: оценка и перспективы). Впоследствии публиковался уже на иврите — выпустил книгу о трагедии румынской еврейской общины во время Второй мировой войны (1944), совместно с Лейбом Куперштейном составил книгу памяти местечка Маркулешты (1977). Наибольшей известностью пользовалась серия монографий об известных, связанных с антисемитизмом процессах — «Суд на Шварцбардом» (1972), «Дело Бейлиса» (1978), «Дело Дрейфуса» (1982), «Пражский процесс» (1987), «Суд и приговор» (Зюсс Оппенгеймер, Дамасское дело, Дело Лео Франка, 1990), «Без вины виноватые: заключения в тени антисемитизма» (1992).